# Veia iliolombar
A veia iliolombar é uma veia satélite da artéria iliolombar, localizada no abdômen.
1. ↑  Jasani, V.; Jaffray, D. (1 de setembro de 2002). «The anatomy of the iliolumbar vein: A cadaver study». The Journal of Bone & Joint Surgery British Volume (em inglês) (7): 1046–1049. ISSN 2049-4408. PMID 12358370. doi:10.1302/0301-620X.84B7.0841046. Consultado em 12 de junho de 2023